# Verreries Sainte-Catherine
Les verreries Sainte-Catherine d'Aniche furent fondées en 1847 et fonctionnent jusqu'en 1894. C'est l'une des premières associations de production ouvrière de France.
Les associations de production ouvrière sont des ateliers sociaux développés par Louis Blanc dans L'Organisation du travail (1839) et mis en pratique lorsqu’il fut président de la commission du Luxembourg après la Révolution française de 1848.

## Contexte

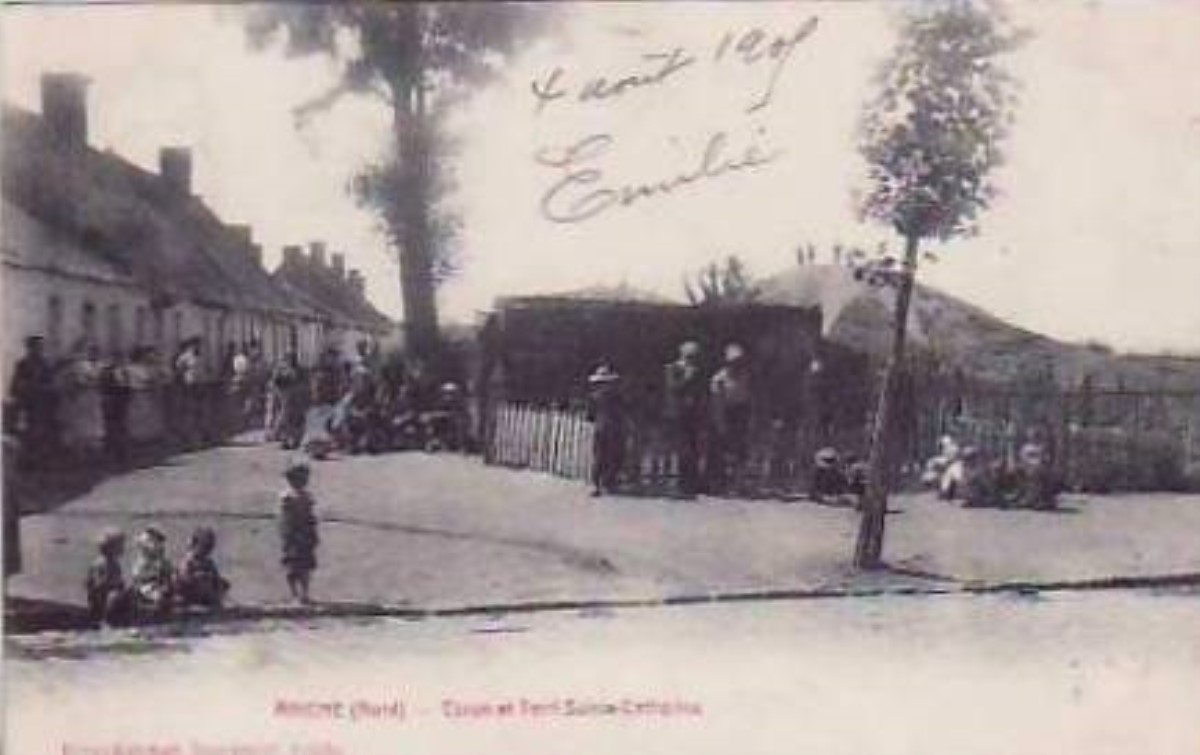
Aniche coron et terril Sainte-Catherine

Les ateliers sociaux sont une proposition économique et industrielle pour la France, développée par Louis Blanc dans L'Organisation du travail (1839) et mise en pratique lorsqu’il fut président de la commission du Luxembourg après la Révolution française de 1848.
Le gouvernement provisoire publie un décret rédigé à la hâte par Louis Blanc garantissant le droit au travail : « Le gouvernement provisoire de la République s'engage à garantir l'existence des ouvriers par le travail. Il s'engage à garantir le travail […] à tous les citoyens. Il reconnaît que les ouvriers doivent s'associer entre eux pour jouir du bénéfice légitime de leur travail ».

## Localisation
Les verreries Sainte-Catherine étaient situées à environ 300 mètres de la fosse Fénelon sur le même trottoir. Il ne faut pas confondre en termes de localisation avec la fosse Sainte-Catherine qui se situait près du boulevard Drion à l'actuelle Verrerie d'en bas.

## «Guttisch et Cie»

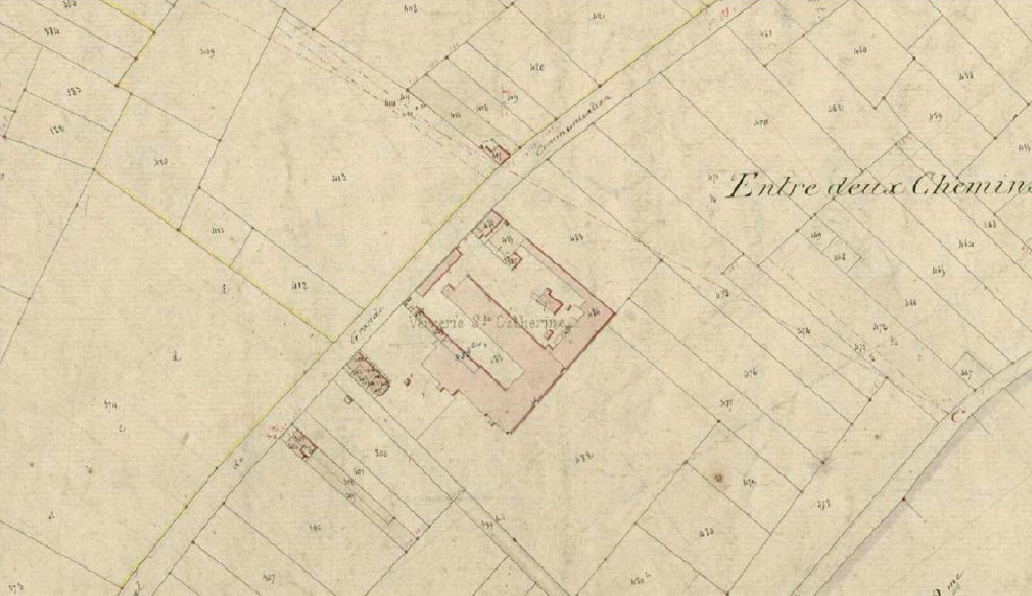
Verrerie Saint-Catherine - cadastre 1876

Le gérant fut choisi parmi ceux des associés qui avaient apporté le plus petit capital. Ce fait ne fut peut-être pas sans influence sur les destinées de la Société. Quoi qu'il en soit, le peu d'aptitude commerciale des associés et la Révolution française de 1848 aidant, l'association sombra au bout de dix mois. Avant ce déplorable essai, a écrit un sous-préfet de Douai, et pendant dix-huit ans, les associés, employés comme ouvriers souffleurs ou étendeurs chez un patron, touchaient, pour une campagne de dix mois, des salaires qui variaient de 1.800 à 3500 francs chacun d'eux avait pu réaliser des économies dépassant 10.000 francs. Six mois d'association suffirent à consommer leur ruine en dévorant leurs épargnes de dix-huit ans,.
L’association prit fin le 19 avril 1848.

## «O. Gobbe et Cie»

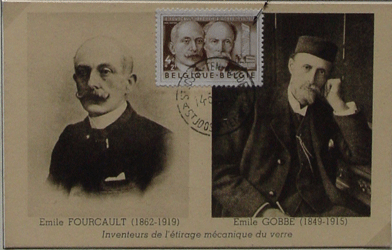
Timbre Fourcault-Gobbe

« La société Sainte-Catherine n’allait donc pas s’arrêter pour autant. Les trois frères Gobbe se lancent à nouveau, ils reprennent à leur compte, la verrerie Sainte-Catherine » « qui, et fonde une autre Société en nom collectif "O. Gobbe et Cie"  fut constituée pour vingt-cinq années, le 23 octobre 1848, en vue d'exploiter la verrerie Sainte-Catherine. Le nombre des associés était de vingt-huit et parmi eux se trouvaient plusieurs des membres de la Société qui, créée l'année précédente, avait si mal réussi. L'apport social consistait dans l'industrie et le travail de chacun des sociétaires: le capital devait être formé par un prélèvement de 40 % sur les bénéfices pendant toute la durée de la Société. Avant même qu'elle fût constituée, le Conseil d'encouragement aux associations ouvrières de production émit l'avis qu'on pouvait lui prêter 50 000 francs sur le crédit de 3 millions voté à cet effet par l'Assemblée nationale. Cette somme fut versée en deux fois en décembre 1848 et mars 1849. En échange de cette libéralité, le ministre s'arrogea le droit de surveiller la Société et il confia ce soin au directeur de la Compagnie des mines d'Aniche ».
Ils l’exploiteront jusqu’en 1877.

## L'exploitation
La chambre syndicale de la céramique et de la verrerie relate à sa manière et selon elle, dans son journal officiel du 15 août 1903, les difficultés d'exploitation des associations professionnelles ouvrières :
« L'expérience qui se poursuivit fut alors assez curieuse. Si le travail était assez abondant, les discordes intérieures étaient à peu près continuelles et mirent à diverses reprises l'exploitation en péril. Le 31 juillet 1849, le surveillant finit par écrire que si d'ici à deux mois ses conseils n'avaient pas porté leurs fruits, si des modifications sensibles n'avaient pas été introduites dans la direction intérieure, il considérerait l'expérience comme terminée, et serait forcé de faire connaître au gouvernement que si, dans une affaire où se trouvaient tous les éléments de réussite, l'expérience avait échoué. C'était que les associations d'ouvriers portent en elles-mêmes des causes d'impossibilité qui doivent y faire renoncer quant à présent. La dissolution n'eut pas lieu, parce qu'il se produisit un véritable coup d’État ; le gérant et le Conseil d'administration, violant l'acte social, s'arrogèrent tous les pouvoirs ; l'assemblée générale ne fut plus consultée, on choisit sans elle les chefs ouvriers, on révoqua ou admit, sans elle, des associés, etc. À la fin de l'année 1849, le gérant proposa de mettre les statuts en conformité avec la pratique ; tout le monde y consentit, mais le ministre s'y opposa, disant que c'était renoncer à la partie la plus intéressante de l'expérience que le gouvernement s'était proposé de faire. On s'inclina, les statuts ne furent pas modifiés, mais la pratique demeura la même, le Conseil d'administration absorbant tous les pouvoirs. Au début de 1850, les associés, mécontents des actes du gérant, demandèrent la dissolution de la Société. Le sous-préfet de Douai recueillit alors les plaintes du gérant et du Conseil d'administration. Il ressort de ses notes que le travailleur sociétaire n'est plus un ouvrier, il arrive trop tard, il s'en va trop tôt. S'il faut entreprendre un genre de fabrication moins lucratif, chacun refuse de s'en charger, au risque de compromettre la clientèle de tous. « Pour marcher », disait un ouvrier au sous-préfet, il faudrait supprimer les réserves qui s'élèvent à 50 % et répartir annuellement tous les bénéfices. Il faudrait, de plus, pouvoir employer de simples salariés sans être astreint à se les associer.
En février 1851, il y eut une reconstitution de la Société et la vie fut d'abord assez calme. Les commandes abondaient, les bénéfices étaient assurés. La retenue des dixièmes s'opérait régulièrement. Il est vrai que les associés étaient alors réduits à 9 et qu'ils employaient des auxiliaires. Cet état de choses n'était pas très conforme au contrat social, mais aucune réclamation ne s'élevait de la part des ouvriers salariés qui préféraient rester en dehors de l'association pour ne point être soumis à la loi des retenues. Nous passons sur divers incidents et nous constatons qu'en 1882, l'Association rembourse au Trésor le prêt qu'elle avait reçu et disparaît pour faire place à une Société en nom collectif. L'usine de l'Association de production devint un grand établissement patronal dont des anciens membres de l'Association étaient indivisément propriétaires. L'Association ayant réussi au point de vue financier, elle a abouti à un établissement patronal au profit de quelques-uns des associés. Nous avons eu de nombreux exemples d'une pareille évolution, en étudiant les associations de production dans les industries de la métallurgie. C'est un fait très fréquent. »

## «Pasteur et Cie»

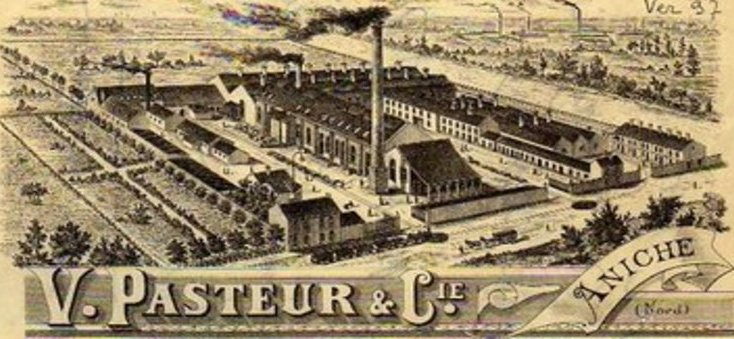
Verreries Sainte-Catherine V. Pasteur et Cie

La verrerie Sainte-Catherine sera reprise par Victor Pasteur, qui la tiendra jusqu’en 1892, époque à laquelle elle fermera définitivement ses portes,. La société est dissoute le 22 mai 1894.
En 1895, les verreries d'Aniche ont presque toutes suspendu leur travail faute de commandes. Sur les neuf verreries ayant occupé 1500 ouvriers, trois sont fermées et 1200 ouvriers sont atteints par le chômage, travaillant 27 heures par semaine. L'écoulement des produits est très difficile. Dans la gobeleterie, les ordres sont toujours assez rares et les prix en baisse par suite de la concurrence belge et allemande.

## Au XXesiècle
Les expériences des associations ouvrières de productions sont restées dans les mémoires. En 1895 la Verrerie ouvrière d'Albi, toujours en activité sera fondée.
À Aniche, Alfred Léon Gérault-Richard l'avait déjà évoqué en 1900 pour être réalisé à l'arsenal de Douai, mais le 15 avril 1901, La verrerie coopérative ouvrière ou verrerie d'Aoust est constituée. Raoul Hancart est président du conseil d'administration, la verrerie est parfaitement située à Aniche avec un raccordement direct à la gare. Les travaux vont donc bon train avec la construction des fours à bassins, briqueterie, château d'eau, gazogène, étenderie pour un début de production en 1902. Les Maîtres-verriers ont préparé la riposte, inondant le marché et baissant les prix au moment du lancement de la production. Cinq mois plus tard, les fours sont éteints. Un an plus tard, l'assemblée dissout La verrerie coopérative ouvrière.
Durant cette période, le syndicat se réorganise en octobre 1901 avec les modérés Albert Gallet et Paul Quévy. Ils laisseront place à une autre équipe tendance guesdiste puis socialiste réformiste.